# Uaru amphiacanthoides
Uaru amphiacanthoides es una especie de peces de la familia Cichlidae en el orden de los Perciformes.

## Morfología
Los machos pueden llegar alcanzar los 25 cm de longitud total.

## Alimentación
Come gusanos, crustáceos y insectos.

## Hábitat
Vive en zonas de clima tropical entre 26 °C-28 °C de temperatura.

## Distribución geográfica
Se encuentran en Sudamérica:  cuencas de los ríos  Amazonas (desde el río Japurá hasta el río Tapajós) y  Negro.